# استیوپا مکرتچیان
استیوپا مکرتچیان (ارمنی: Ստյոպա Մկրտչյան؛ زادهٔ ۱۷ فوریهٔ ۲۰۰۳) بازیکن فوتبال اهل ارمنستان در پست مدافع است.

## باشگاهی
از باشگاه‌هایی که در آن بازی کرده است می‌توان به آرارات آرمنیا و بی‌کی‌ام‌ای ایروان و اوسیک اشاره کرد.
تا تاریخ match played ۲۶ نوامبر ۲۰۲۲
| باشگاه                 | فصل           | لیگ                      | لیگ    | لیگ  | جام حذفی | جام حذفی | قاره‌ای | قاره‌ای | سایر | سایر   | مجموع | مجموع |
| باشگاه                 | فصل           | دسته                     | بازی‌ها | گل‌ها | گل‌ها     | بازی‌ها   | گل‌ها   | بازی‌ها | گل‌ها | بازی‌ها | گل‌ها  |       |
| ---------------------- | ------------- | ------------------------ | ------ | ---- | -------- | -------- | ------ | ------ | ---- | ------ | ----- | ----- |
| آرارات-آرمنیا          | ۲۰۲۰–۲۱       | لیگ برتر فوتبال ارمنستان | ۰      | ۰    | ۰        | ۰        | ۰      | ۰      | ۰    | ۰      | ۰     | ۰     |
| آرارات-آرمنیا          | ۲۰۲۱–۲۲       | لیگ برتر فوتبال ارمنستان | ۰      | ۰    | ۰        | ۰        | -      | -      | -    | -      | ۰     | ۰     |
| آرارات-آرمنیا          | ۲۰۲۲–۲۳       | لیگ برتر فوتبال ارمنستان | ۸      | ۰    | ۲        | ۰        | ۰      | ۰      | -    | -      | ۱۰    | ۰     |
| آرارات-آرمنیا          | مجموع         | مجموع                    | ۸      | ۰    | ۲        | ۰        | ۰      | ۰      | ۰    | ۰      | ۱۰    | ۰     |
| بی‌کی‌ام‌ای ایروان (قرضی) | ۲۰۲۱–۲۲       | لیگ برتر فوتبال ارمنستان | ۳۰     | ۱    | ۱        | ۰        | -      | -      | -    | -      | ۳۱    | ۱     |
| بی‌کی‌ام‌ای ایروان (قرضی) | ۲۰۲۲–۲۳       | لیگ برتر فوتبال ارمنستان | ۹      | ۲    | ۰        | ۰        | -      | -      | -    | -      | ۹     | ۲     |
| اوسیک (قرضی)           | ۲۰۲۳–۲۴       | لیگ فوتبال کرواسی        | ۱      | ۰    | ۰        | ۰        | ۰      | ۰      | -    | -      | ۱     | ۰     |
| مجموعه حرفه‌ای          | مجموعه حرفه‌ای | مجموعه حرفه‌ای            | ۴۸     | ۳    | ۳        | ۰        | ۰      | ۰      | -    | -      | ۵۱    | ۳     |

## تیم ملی
وی همچنین در تیم‌های ملی فوتبال زیر ۱۷ سال ارمنستان، زیر ۱۹ سال ارمنستان، زیر ۲۱ سال ارمنستان، و ارمنستان بازی کرده است.
تا تاریخ match played ۱۴ ژوئن ۲۰۲۲
| تیم ملی                 | سال   | بازی‌ها | گل‌ها |
| ----------------------- | ----- | ------ | ---- |
| تیم ملی فوتبال ارمنستان | ۲۰۲۲  | ۵      | ۰    |
| مجموع                   | مجموع | ۵      | ۰    |

## یادداشت
1. ↑  بدون بازی در لیگ قهرمانان اروپا یا لیگ اروپا
2. ↑  بازی‌ها در سوپر جام فوتبال ارمنستان